# Liriomyza yasumatsui
Liriomyza yasumatsui är en tvåvingeart som beskrevs av Mitsuhiro Sasakawa 1972. Liriomyza yasumatsui ingår i släktet Liriomyza och familjen minerarflugor.
Artens utbredningsområde är Taiwan. Inga underarter finns listade i Catalogue of Life.